# Mia Serafino
Mia Serafino (* 19. April 1989 in Detroit, Michigan) ist eine US-amerikanische Schauspielerin.

## Karriere
Ihr Filmdebüt gab Serafino 2009 im Horrorfilm Butterfly Effect 3 – Die Offenbarung. Anschließend spielte sie vor allem kleinere Nebencharaktere in Filmen wie Hitchcock (2012), The Color of Time (2012), Die fantastische Welt von Oz (2013) oder Saving Mr. Banks (2013).
Größere (Haupt)rollen ergatterte sie zunächst 2016 in der NBC-Serie Crowded und 2019 in der Miniserie Airport Security Squad. In der gleichnamigen Sitcom-Fortsetzung iCarly war sie 2021 in acht Folgen als Pearl zu sehen. Im Filmsegment spielte sie u. a. in der 2018 erschienenen Komödie Electric Love – Ein Match zum Verlieben und dem 2020 veröffentlichten Slasher-Film Smiley Face Killers in Hauptrollen mit.

## Filmografie (Auswahl)
- 2009: Butterfly Effect 3 – Die Offenbarung
- 2012: The Color of Time
- 2013: Die fantastische Welt von Oz
- 2013: Saving Mr. Banks
- 2014: Scorpion (Fernsehserie, 1 Folge)
- 2015: Stitchers (Fernsehserie, 2 Folgen)
- 2015: Secrets of a Psychopath
- 2015: Shameless: Nicht ganz nüchtern (Fernsehserie, 1 Folge)
- 2016: Crowded (Sitcom, 13 Folgen)
- 2018: Electric Love – Ein Match zum Verlieben
- 2019: Zeroville
- 2019: Airport Security Squad (Miniserie, 5 Folgen)
- 2020: Smiley Face Killers
- 2021: iCarly (Sitcom, 8 Folgen)
- 2023: Beef (Netflix-Serie, 4 Folgen)
- 2023: Maximum Truth